# Naval Ordnance Station Forest Park
La Naval Ordnance Station Forest Park (NOSF) est un site de fabrication de torpilles qui se trouvait à Forest Park, dans l’Illinois.

## Historique
Elle a été fondée pendant la Seconde Guerre mondiale (1942-1945) sous le nom de Naval Ordnance Plant Forest Park (NOPF). Les installations sur un terrain de  32 hectares à l'origine ont été conçues par l’architecte Albert Kahn et construites par la Amertorp Corporation. La station de Forest Park a joué un rôle déterminant dans la construction de torpilles pour l'United States Navy, employant jusqu’à 6 500 travailleurs de fin 1943 a fin 1944 et produisant 19 000 torpilles jusqu'en 1970, la première étant une torpille Mark 13 terminée le 11 novembre 1942, puis elle assemble des torpilles Mark 15. Le pic de production a été de 400 par mois.
L'usine était du type GOCO, ou government-owned, contractor-operated, c’est-à-dire qu’ils étaient la propriété de l’État fédéral, mais leur exploitation était confiée par contrat à Amertorp Corporation, entreprise privée. Une seconde usine de torpilles est construite en parallèle à Saint-Louis (Missouri)  pour un coût combiné approximatif de 27,5 millions de dollars américains  (
430 millions actuels). Elles complètent en fabriquant en masse les torpilles assemblés avant guerre par la U.S. Naval Torpedo Station.
Le 10 décembre 1945, Amertorp est converti d'une activité exploitée par un sous-traitant exploité par la marine. Environ 1 200 sous-traitants ont été transférés à la marine. La mission était de fabriquer de nouvelles torpilles, des pièces de rechange et des outils, la modernisation et le stockage des torpilles.
De 1945 à 1964, de nombreux changements ont été apportés à la structure organisationnelle de la plante, et en 1964, les quotas de production de torpilles ont été considérablement réduits. La mission de l'usine est devenue axée sur la recherche et développement et l'ingénierie. Le nom de l'installation a été changé en 1966 en Naval Ordnance Station en tant que reflet de ce changement.
L'usine principale est fermée et convertie en centre commercial en 1971. Les installations restantes ont été transformées en un centre de réserve navale jusqu’à ce qu’il soit finalement fermé en avril 2007.